# Gehlenite
La gehlenite è un minerale appartenente al gruppo della melilite.
La gehlenite, (Ca2Al(SiAl)O7), è un sorosilicato che si trova tipicamente su montagne come i Monzoni, in Val di Fassa. È stata così chiamata in onore di Adolph Ferdinand Gehlen nel 1815 da Johann Nepomuk von Fuchs.